# Mesastrape
Mesastrape là một chi bướm đêm thuộc họ Geometridae.